# Holminaria
Holminaria es un género de arañas araneomorfas de la familia Linyphiidae. Se encuentra en la Rusia asiática y Este de Asia.

## Lista de especies
Según The World Spider Catalog 12.0:
- Holminaria pallida Eskov, 1991
- Holminaria prolata (O. Pickard-Cambridge, 1873)
- Holminaria sibirica Eskov, 1991